# Хорват, Имре
Имре Хорват (венг. Horváth Imre; 19 ноября 1901, Будапешт, Австро-Венгрия — 2 февраля 1958, Будапешт, Венгерская Народная Республика) — венгерский государственный деятель, министр иностранных дел Венгерской Народной Республики (1956 и 1956—1958).

## Биография
В 1918 г. вступил в только что образованную Венгерскую коммунистическую партию, стал одним из организаторов рабочего движения. После падения Венгерской Советской Республики был интернирован, находился в тюрьме. Выйдя из заключения, начал сотрудничество с нелегальной коммунистической партией, в 1921 г. был вновь арестован и приговорен к десяти годам лишения свободы. В процессе обмена пленными в 1922 г. попал в Советский Союз. Здесь в 1932 г. он получил высшее образование и работал инженером. В 1933 г. вернулся на Родину, был арестован и десять лет провел в тюрьме в Сегеде. В 1944 г. был интернирован фашистами в концлагерь Дахау, освобожден советскими войсками.
С 1945 г. в системе МИД Венгерской Народной Республики:
- 1946—1948 гг. — первый секретарь, советник посольства Венгрии в Москве,
- 1949 г. — представитель ВНР в представительстве СССР в Берлине,
- 1949—1951 гг. — посол в США,
- 1951—1953 гг. — посол в Великобритании,
- 1954—1956 гг. — посол в ЧССР,
- 1956 г. — президент Торгово-промышленной палаты.

С 1956 г. (с перерывом) — министр иностранных дел Венгерской Народной Республики.